# 程天权
程天权（1946年3月—），汉族，上海人，中华人民共和国政治人物、第十一届全国政协委员。1970年毕业于复旦大学国际政治系，1983年取得复旦大学中国法律史法学硕士。
加入中国共产党，曾任复旦大学党委宣传部部长、复旦大学党委副书记。1995年至1999年1月，任复旦大学党委书记。1999年1月，任上海社会科学院党委书记、副院长。2000年4月至2001年2月，任同济大学党委书记，2001年2月至2013年4月任中国人民大学党委书记。2008年，当选第十一届全国政协委员，代表教育界，分入第四十一组。并担任教科文卫体委员会专委。